# سانتا باربرا دي أويستي
سانتا باربرا دي أويستي هي مدينة، وبلدية في البرازيل، تتبع ساو باولو، بلغ عدد سكانها 170٬078  نسمة، في 2000، تبلغ مساحتها 271٫492 كيلومتر مربع.

## الموقع
تشترك في الحدود مع:
- ليميرا
- Rio das Pedras, São Paulo [الإنجليزية]‏.

## أعلام
- دوغلاس سوزا
- ليوناردو كيرش
- دييغو تارديلي
- فيرناندينيو
- برونو سيزار